# Digimon Xros Wars
Digimon Xros Wars (デジモンクロスウォーズ, Dejimon Kurosu Wōzu), uit te spreken als Digimon Cross Wars, is de zesde animeserie uit de Digimon-franchise. De serie wordt sinds 6 juli 2010 uitgezonden in Japan op TV Asahi. Daarmee is het de eerste Digimon-serie die niet op Fuji Television uitgezonden wordt.
De Amerikaanse versie, Digimon Fusion, is in België op Netflix beschikbaar met Nederlandse ondertitels.

## Productie
Meer dan drie jaar na de vijfde serie, bevestigde Bandai dat er een zesde Digimon-serie zou komen. De officiële naam van de serie werd in het juni-nummer van Shueisha's V Jump magazine bekendgemaakt. Tevens werden hierin de primaire digimon van de serie onthuld: Shoutmon, Dorurumon, Ballistamon, Shoutmon x4, Monitormon, en een nieuwe versie van Greymon.
De serie keert qua ontwerpen van de personages weer terug naar de tekenstijl uit de eerste vier series. Zo draagt de leider van de digidestined net als in de eerste vier series een skibril, en heeft de serie weer dezelfde doelgroep als de eerste vier series.
De opzet van de serie is wel anders. Zo hebben niet alle digidestined in deze serie een vaste digimonpartner of een digivice. Bovendien kunnen digimon niet allemaal apart naar een hoger niveau transformeren, maar moeten met elkaar fuseren om dit te doen.
De plot van de serie is verdeeld in 3 blokken. De eerste 30 afleveringen hebben geen verzamelnaam. De andere 2 zijn The Evil Death Generals and the Seven Kingdoms  (aflevering 31 - 54) en The Boy Hunters Who Leapt Through Time (aflevering 55-79). In de climax van de serie komen een groot aantal personages uit de 5 voorgaande series nog eenmaal terug in een gastrol.

## Plot
De serie begint wanneer een jongen genaamd Taiki Kudo (Mikey Kudo in de nasynchronisatie) een noodroep ontvangt van een gewonde digimon genaamd Shoutmon. Wanneer hij Shoutmon te hulp wil komen, worden hij en zijn vrienden, Akari en Zenjiro, naar de digiworld getransporteerd. Daar ontmoeten ze Shoutmon en zijn bondgenoten, Ballistamon, Starmon en de Pickmons. Kort na aankomst in digiworld krijgt Taiki een speciale digivice genaamd een Xros loader, waarmee hij meerdere digimon kan laten fuseren tot een sterkere vorm. Samen moet de groep het opnemen tegen het kwaadaardige Bagra Empire. Tevens komen ze oog in oog met andere teams van mensen en digimon.

## Personages

### Team Xros Heart
- Taiki Kudo (工藤 タイキ, Kudō Taiki): de primaire protagonist van de serie. Hij zit in de 7e klas van zijn school, doet aan sport, en wil graag iedereen helpen. Hij kan echter vaak te veel van zichzelf vragen. Zijn digimonpartner is Shoutmon.
- Akari Hinomoto (陽ノ本 アカリ, Hinomoto Akari): Een meisje dat Taiki altijd steunt, ongeacht zijn beslissingen.
- Zenjiro Tsurugi (剣 ゼンジロウ, Tsurugi Zenjirō): een klasgenoot van Taiki en zijn zelfbenoemde rivaal. Hij doet aan kendo en haat complexe situaties. Hij heeft ook verstand van techniek.
- Shoutmon (シャウトモン, Shautomon): Taiki’s digimonpartner. Hij houdt van zingen en kan met andere digmon combineren tot twee sterkere gedaantes.
- Ballistamon (バリスタモン, Barisutamon): een digimon die lijkt op een mechanische kever.
- Dorulumon (ドルルモン, Dorurumon): een sterke, wolfachtige digimon met boren op zijn lichaam.
- Starmon (スターモン, Sutāmon): een kleine, stervormige digimon die houdt van roem en rijkdom.
- The Pickmon (ピックモンズ, Pikkumonzu): een grote groep van kleine digimon die de groep vergezellen. Ze komen voor in de variaties zilver, rood en geel.

### Team Blue Flare
- Kiriha Aonuma (青沼 キリハ, Aonuma Kiriha): een menselijke krijgsheer die er niet voor terugdeinst zijn tegenstanders te elimineren. Zijn digimon is Greymon.
- Greymon (グレイモン, Gureimon): Kiriha’s partner. Hij lijkt sterk op de Greymon uit Digimon Adventure, maar dan met een blauwe huid.
- MailBirdramon (メイルバードラモン, MeiruBādoramon): een metalen, vogelachtige digimon.

Verder wordt dit team bijgestaan door een groep blauwe, raptorachtige digimon.

### Team Twilight
- Nene Amano (天野 ネネ, Amano Nene): een mysterieus meisje met bruin haar. Ze zoekt om onbekende reden een sterke soldaat, en gebruikt haar Monitormon om Taiki en Kiriha in de gaten te houden.
- Monitormon (モニタモン, Monitamon): een groep ninja-digimon met monitors als hoofd.
- DarkKnightmon (ダークナイトモン, DākuNaitomon): een digimon die is gefuseerd uit twee andere, onbekende digimon.

### Bagra Empire
De Bagra Empire (バグラ帝国, Bagura Teikoku) is de eerste primaire groep van antagonisten die de digidestined tegenkomen.
- Baguramon (バグラモン, Baguramon): leider van de Bagura Empire.
- Lilithmon (リリスモン, Ririsumon): een van de zeven grote digimon-lords en co-leider van het Bagura Empire.
- Tactimon (タクティモン, Takutimon) : de technisch strateeg van het Bagura Empire.